# Équation de Lotka-Volterra généralisée
Les équations de Lotka-Volterra généralisées sont un ensemble d'équations qui sont plus générales que les autres équations de type Lotka-Volterra décrivant des relations de compétition ou de prédateurs-proies,. Elles peuvent être utilisées pour modéliser la compétition directe et les relations trophiques entre un nombre arbitraire d’espèces. Leur dynamique peut être analysée de façon analytique dans une certaine mesure. Cela les rend utiles en tant qu'outil théorique pour la modélisation des réseaux trophiques. Cependant, elles manquent de caractéristiques qu'on trouve dans d'autres modèles écologiques, telles que la préférence des prédateurs et les réponses fonctionnelles non linéaires, et elles ne peuvent pas être utilisées pour modéliser le mutualisme, faute de quoi elles permettent une croissance démographique indéfinie.
Les équations généralisées de Lotka-Volterra modélisent la dynamique des populations {\displaystyle x_{1},x_{2},\dots } de {\displaystyle n} espèces biologiques. Ensemble, ces populations peuvent être considérées comme un vecteur {\displaystyle \mathbf {x} }. Il s'agit d'un ensemble d'équations différentielles ordinaires données par
{\displaystyle {\frac {dx_{i}}{dt}}=x_{i}f_{i}(\mathbf {x} ),}
où le vecteur {\displaystyle \mathbf {f} } est donné par
{\displaystyle \mathbf {f} =\mathbf {r} +A\mathbf {x} ,}
où {\displaystyle \mathbf {r} } est un vecteur et {\displaystyle A} est une matrice connue sous le nom de matrice d’interaction.

## Signification des paramètres
Les équations généralisées de Lotka-Volterra peuvent représenter la compétition et la prédation, en fonction des valeurs des paramètres, comme décrit ci-dessous. « Généralisées » signifie que toutes les combinaisons de paires de signes pour les deux espèces (−/−,−/+,+/-, +/+) sont possibles. Elles conviennent moins bien pour décrire le mutualisme.
Les valeurs de {\displaystyle \mathbf {r} } sont les taux de natalité ou de mortalité intrinsèques de l’espèce. Une valeur positive pour {\displaystyle r_{i}} signifie que l'espèce i est capable de se reproduire en l'absence de toute autre espèce (par exemple, parce qu'il s'agit d'une plante pollinisée par le vent), alors qu'une valeur négative signifie que sa population diminuera, à moins que les autres espèces appropriées ne soient présentes (par exemple une herbivore qui ne peut survivre sans plantes à manger, ou un prédateur qui ne peut survivre sans ses proies).
Les valeurs des éléments de la matrice d'interaction {\displaystyle A} représentent les relations entre les espèces. La valeur de {\displaystyle a_{ij}} représente l'effet que l'espèce j a sur l'espèce i. L'effet est proportionnel aux populations des deux espèces, ainsi qu'à la valeur de {\displaystyle a_{ij}}. Ainsi, si les deux {\displaystyle a_{ij}} et {\displaystyle a_{ji}} sont négatifs, alors les deux espèces sont dites en compétition directe, car elles ont chacune un effet négatif direct sur la population de l'autre. Si {\displaystyle a_{ij}} c'est positif mais {\displaystyle a_{ji}} est négatif, alors l'espèce i est considérée comme prédatrice (ou parasite) de l'espèce j, puisque la population de i croît aux dépens de j.
Des valeurs positives pour les deux {\displaystyle a_{ij}} et {\displaystyle a_{ji}} seraient considérées comme du mutualisme. Cependant, cette méthode n'est pas souvent utilisée en pratique, car elle peut permettre aux populations des deux espèces de croître indéfiniment.
Des effets indirects négatifs et positifs sont également possibles. Par exemple, si deux prédateurs mangent la même proie, ils entrent alors en compétition indirectement, même s’ils n’ont pas de terme de compétition directe dans la matrice de la communauté.
Les termes diagonaux {\displaystyle a_{ii}} sont généralement considérés comme négatifs, c'est-à-dire que les individus de l'espèce i ont un effet négatif sur les autres individus de la population de cette espèce. Cette autolimitation empêche les populations de croître indéfiniment.

## Dynamique et solutions
Les équations généralisées de Lotka-Volterra sont capables d'engendrer une grande variété de dynamiques, y compris les cycles limites et le chaos ainsi que les attracteurs ponctuels (voir Hofbauer et Sigmund). Comme pour tout ensemble d'équations différentielles ordinaires (EDO), les points fixes peuvent être trouvés en définissant {\displaystyle dx_{i}/dt} à 0 pour tout i, ce qui donne, si aucune espèce n'est éteinte, c'est-à-dire si {\displaystyle x_{i}\neq 0} pour tout {\displaystyle i} :
{\displaystyle \mathbf {x} =-A^{-1}\mathbf {r} .}
Cela peut avoir ou non des valeurs positives pour tous les {\displaystyle x_{i}} ; si ce n’est pas le cas, alors il n’existe pas d’attracteur stable pour lequel les populations de toutes les espèces sont positives. S'il existe un point fixe avec toutes les populations positives, la matrice jacobienne au voisinage du point fixe {\displaystyle \mathbf {x} } est donné par {\displaystyle \operatorname {diag} (\mathbf {x} )A}. Cette matrice est connue sous le nom de matrice de communauté et ses valeurs propres déterminent la stabilité du point fixe {\displaystyle \mathbf {x} }. Le point fixe peut être stable ou non. S'il est instable, alors il peut y avoir ou non un attracteur périodique ou chaotique pour lequel toutes les populations restent positives. Dans les deux cas, il peut également y avoir des attracteurs pour lesquels certaines populations sont nulles et d’autres positives.
{\displaystyle \mathbf {x} =(0,0,\dots 0)} est toujours un point fixe, correspondant à l'absence de toutes espèces. Pour {\displaystyle n=2} espèces, une classification complète de cette dynamique, pour tous les modèles de signes des coefficients ci-dessus est disponible, qui est basée sur l'équivalence avec l'équation du réplicateur à 3 types.

## Applications pour les communautés trophiques uniques
Dans le cas d'une communauté trophique unique, le niveau trophique inférieur à celui de la communauté (par exemple des plantes pour une communauté d'espèces herbivores), correspondant à la nourriture nécessaire au développement des individus d'une espèce i, est modélisé par un paramètre Ki connu sous le nom de capacité portante. Par exemple, supposons un mélange de cultures impliquant des espèces S. Dans ce cas {\displaystyle a_{ij}} peut ainsi être écrit en termes de coefficient d'interaction non dimensionnel {\displaystyle {\hat {a}}_{ij}} :  {\displaystyle {\hat {a}}_{ij}=a_{ij}K_{i}/r_{i}}.

### Prédiction quantitative des rendements des espèces à partir d'expériences en monoculture et biculture
Une procédure simple pour obtenir l'ensemble des paramètres du modèle {\displaystyle \{K_{i},{\hat {a}}_{ij}\}} consiste à réaliser les deux expériences suivantes, jusqu'à ce que l'état d'équilibre soit atteint. 
Dans un premier temps, on réalise S expériences sur une seule espèce (monoculture), et à partir de chacune d'elles, on estime les capacités portantes comme le rendement de l'espèce i en monoculture {\displaystyle K_{i}=m_{i}^{ex}} (l'exposant « ex » sert à souligner qu'il s'agit d'une quantité a mesurée expérimentalement). 
Dans un deuxième temps (ou en parallèle), on réalise les expériences par paires S × (S-1) / 2 (bicultures) dont on estime les rendements {\displaystyle x_{i(j)}^{ex}} et {\displaystyle x_{j(i)}^{ex}} (les indices i (j) et j(i) représentent le rendement de l'espèce i en présence de l'espèce j et vice versa). On peut alors obtenir {\displaystyle {\hat {a}}_{ij}} et {\displaystyle {\hat {a}}_{ji}}, tels que :
{\displaystyle {\hat {a}}_{ij}=(x_{i(j)}^{ex}-m_{i}^{ex})/x_{j(i)}^{ex},{\hat {a}}_{ji}=(x_{j(i)}^{ex}-m_{j}^{ex})/x_{i(j)}^{ex}.}
En utilisant cette procédure, il a été observé que les équations de Lotka-Volterra généralisées peuvent prédire avec une précision raisonnable la plupart des rendements d'espèces dans des mélanges de S > 2 espèces pour la majorité d'un ensemble de 33 traitements expérimentaux sur différents taxons (algues, plantes, protozoaires, etc.). En revanche, il a été montré que cet ensemble d'équations ne permet pas, dans une communauté microbienne, de saisir la diversité des interactions entre les différentes paires de micro-organismes.

### Alertes précoces en cas de fort déclin d’espèces
La vulnérabilité de la richesse spécifique à plusieurs facteurs tels que le changement climatique, la fragmentation de l'habitat, l'exploitation des ressources, etc., pose un défi aux biologistes de la conservation et aux agences travaillant pour maintenir les services écosystémiques. Il existe donc un besoin évident d’indicateurs d’alerte précoce sur la perte d’espèces que l'on puisse générér à partir de données empiriques.
Un indicateur d'alerte précoce récemment proposé pour de tels « crashs » de population utilise une estimation efficace des coefficients d'interaction de Lotka-Volterra {\displaystyle {\hat {a}}_{ij}}. L'idée est que de tels coefficients peuvent être obtenus à partir des distributions spatiales des individus des différentes espèces grâce à l'entropie maximale. Cette méthode a été testée par rapport aux données collectées sur les arbres par la station de recherche de l'île de Barro Colorado, comprenant 8 recensements effectués tous les 5 ans de 1981 à 2015. La principale conclusion est que pour les espèces d'arbres dont la population a connu un déclin important (d'au moins 50 %), au cours des 8 recensements d'arbres, la baisse de {\displaystyle {\hat {a}}_{ii}} est toujours plus abrupte et se produit avant la baisse de l'abondance de l'espèce correspondante Ni. En effet, de telles baisses {\displaystyle {\hat {a}}_{ii}} se produisent entre 5 et 15 ans à l’avance par rapport aux déclins comparables pour Ni, et servent donc d’avertissements précoces d’effondrements démographiques imminents.